# Minuartia asiyeae
Minuartia asiyeae är en nejlikväxtart som beskrevs av Hayri Duman. Minuartia asiyeae ingår i släktet nörlar, och familjen nejlikväxter. Inga underarter finns listade i Catalogue of Life.